# Вторжение на Южную Георгию
Вторжение аргентинцев на остров Южная Георгия (Операция «Георгиас»), также известное как первое сражение за Грютвикен произошло 2 апреля 1982 года. Силы ВМС Аргентины установили контроль над восточным побережьем Южной Георгии после того, как подавили сопротивление небольшого отряда королевской морской пехоты в Грютвикене.

## Предыстория

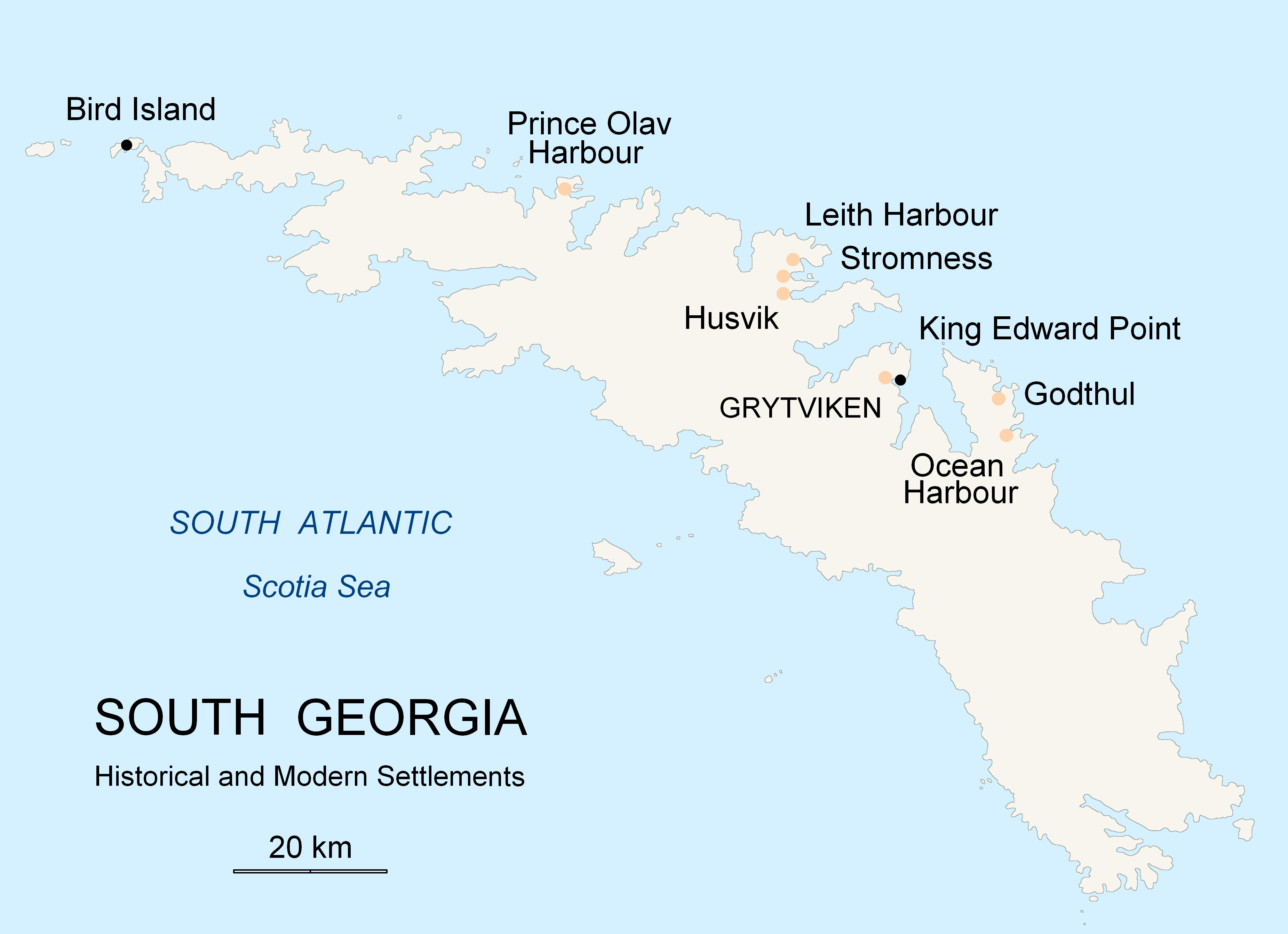
Остров Южная Георгия

19 марта группа гражданских аргентинских рабочих по сбору металла нелегально прибыла в бухту Ли на борту военного транспорта «Байя Буэн Сусесо» (ARA Bahía Buen Suceso) и подняла аргентинский флаг. Среди них находились аргентинские морские пехотинцы, выдававшие себя за гражданских учёных.
19 марта в бухте Ли присутствовала только группа британского антарктического наблюдения (BAS). Руководитель группы Тревор Эдвардс передал сообщение из Лондона для капитана аргентинского транспорта «Байя Буэн Сусесо» Бриатора с требованием спустить аргентинский флаг и покинуть остров. Аргентинский экипаж должен был доложить главе BAS в Грютвикене Стиву Мартину. Бриатор ответил, что аргентинцы получили разрешение в британском посольстве в Буэнос-Айресе.

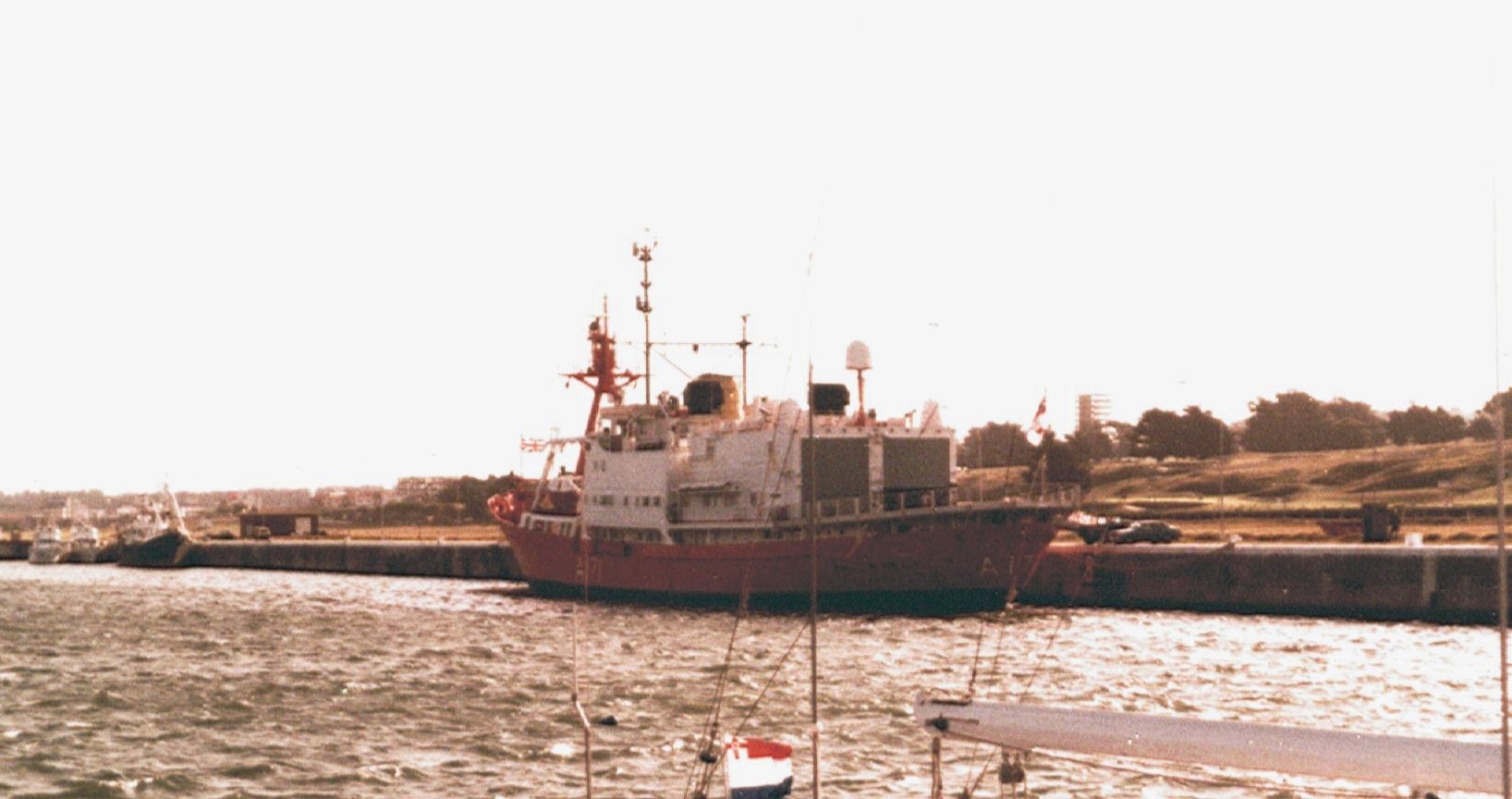
«Эндюранс» в Мар-дель-Плата перед походом к Фолклендским островам, февраль 1982 года

В итоге аргентинский капитан приказал спустить флаг, но не стал докладывать в Грютвикен. Глава BAS отправил сообщение губернатору Фолклендских островов Рексу Ханту (Южная Георгия подчинялась администрации Фолклендов). Посоветовавшись с Лондоном, Хант получил приказ направить на Южную Георгию военный корабль ледового патруля «Эндюранс» (HMS Enduranсе) с подразделением из 22 королевских морских пехотинцев.
Группа аргентинских рабочих высадилась в Ли согласно контракту 1978 года между аргентинским бизнесменом Давидовым и британской компанией «Кристиан Сальвесен» (Christian Salvesen) по разборке на металл брошенных китобойных заводов и сооружений на острове. Командование аргентинских ВМС задумало прикрыться выполнением контракта Давидова, чтобы организовать тайную базу на спорной территории. Эта операция получила название «Альфа».

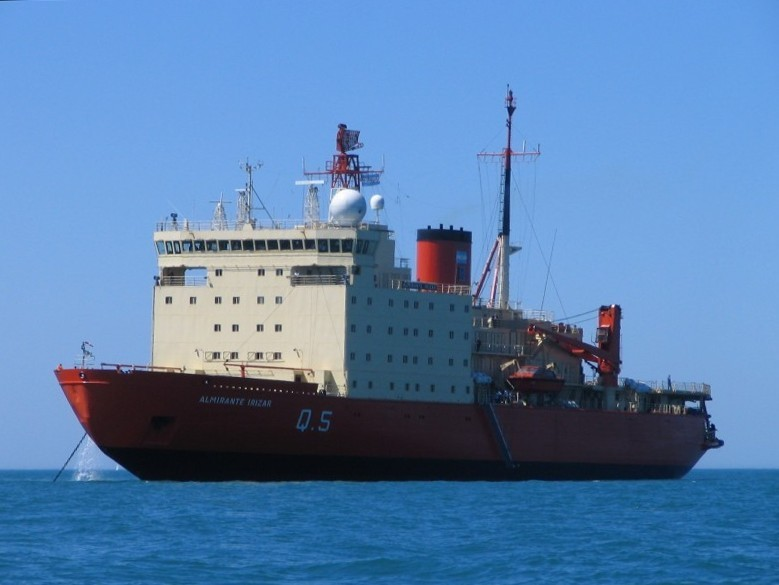
Аргентинский ледокол «Адмирал Иризар»

До этого аргентинцы уже дважды высаживались на Южной Георгии. В декабре 1981 года они прибыли на борту военного аргентинского ледокола «Альмиранте Ирисар» (ARA Almirante Irízar), Давидов произвёл учёт сооружений. В феврале 1982 года банковский служащий Адриан Маркези (предположительно конкурент Давидова) совершил необъявленный визит в бухту Ли на борту яхты «Кайман», зарегистрированной в Панаме и вышедшей из Мар-дель-Платы. Маркези осмотрел сооружения в бухте Ли и доложил в Грютвикен, что работает на Давидова, и сообщил британским властям детали о декабрьском обследовании и даже о более ранних аргентинских визитах в 1970-х годах.
Нежелание аргентинцев соблюдать дипломатические формальности побудило Уайтхолл (резиденция британского правительства) усилить британское присутствие на острове. В то же время британское посольство в Буэнос-Айресе выпустило формальный протест. Министр иностранных дел Аргентины Н. Коста Мендес попытался разрядить ситуацию, появилось сообщение, что транспорт «Байя Буэн Сусесо» скоро покинет остров и что миссия аргентинцев вообще не получала официального одобрения. Утром 22 марта «Байя Буэн Сусесо» ушёл из бухты Ли. Однако в полдень наблюдательный пост BAS обнаружил аргентинцев и сообщил об этом в Лондон. В ответ Форин-офис (британский МИД) приказал экипажу «Эндюранс» эвакуировать всех аргентинцев, оставшихся на Южной Георгии.
Британские действия наткнулись на контрмеры аргентинских ВМС: корветы «Драммонд» (ARA Drummond) и «Гранвиль» (ARA Granville) были развёрнуты между Фолклендами и Южной Георгией, что позволяло им перехватить «Эндюранс» и самим эвакуировать аргентинцев. Кроме того, по прибытии в бухту Ли «Эндюранс» обнаружил там стоящий на якоре корабль антарктического наблюдения «Байя Параисо» (ARA Bahía Paraíso). С этого корабля высадился отряд из десяти военно-морских коммандос, прибывших с Южно-Оркнейских островов.
Столкнувшись с потенциальной угрозой военных действий, британский МИД решил пройти на компромисс. Британский министр иностранных дел лорд Кэррингтон, сообщил своему коллеге Никанору Коста-Мендесу, что Британия готова разрешить присутствие рабочих в Ли, выдав им нужные документы и поставив штампы со временным разрешением вместо паспортов. Однако это условие об уступках было критичным для позиции Аргентины. Аргентинцы настаивали, что прибытие их граждан на Южную Георгию соответствует договору о связях 1971 года. Губернатор Рекс Хант решительно отверг подобное расширение договора, действительного только для земель, находящихся под юрисдикцией Фолклендских островов и сообщил свои соображения британскому правительству. Коста-Мендес также не пошёл на компромисс, обе стороны оказались на грани конфликта.

## Боевые действия

### 2 апреля
Незадолго до аргентинского вторжения на Фолклендские острова корабли «Байя Параисо» и «Эндюранс» играли в «кошки-мышки» вокруг Южной Георгии до 31 марта, пока не потеряли друг друга. Британские власти решили, что Мартин сохранит руководство, пока аргентинцы не проявят каких-либо враждебных намерений. В этом случае командование примет лейтенант Кейт Миллс, старший по рангу офицер отряда королевской морской пехоты. С «Эндюранс» передали для него инструкции из Лондона, что в случае любого нападения аргентинцев на британской территории Миллс и его люди должны оказать только символическое сопротивление. Предположительно он ответил: «Дерьмо. Я заставлю их плакать.» 2 апреля капитан Альфредо Астис сыгравший ведущую роль в Грязной войне (его выдачи требовала Франция по обвинениям в нарушении прав человека), объявил аргентинскому отряду в Ли, что Аргентина захватила контроль над Фолклендами.
Тем временем командование аргентинских ВМС приказало корвету «Гуэррико» (ARA Guerrico) присоединиться к «Байя Параисо» в бухте Ли. Два вертолёта и 40 морских пехотинцев на корвете должны были усилить команду Астиса. Целью группы на борту «Байя Параисо» под командованием капитана Тромбетты, получившей обозначение «Групо де Тареас 60.1» (Grupo de Tareas 60.1) был захват Грютвикена.
Получив весть о падении Стэнли, Миллс предпринял срочные меры: его люди укрепили позиции на берегу мыса короля Эдуарда, заложили наземные мины и развернули проволочные заграждения, оборудовали защитные позиции вокруг здания BAS. «Эндюранс» отошёл на насколько миль в океан, обеспечивая связь между британским отрядом и Лондоном. Миллс получил новые боевые правила «открывать огонь для самообороны после предупреждения». Позднее британское правительство проинструктировало морскую пехоту «сопротивляться, пока не возникнет угроза безвозвратных потерь их жизней.»
Аргентинцы отложили выполнение своих планов на Южной Георгии 2 апреля в связи с плохой погодой. Согласно плану отряд спецвойск Астиса высаживался на мысе Хоуп близ Грютвикена, чтобы прикрыть высадку основной части сухопутных войск с вертолёта. «Гуэррико» должен был обеспечить корабельную огневую поддержку за пределами бухты. Однако шторм задержал прибытие корвета, поэтому боевые действия перенесли на следующий день.
Согласно новому плану первая высадка проходила с вертолёта корвета, вертолёт «Пума» с «Байя Параисо» должен был совершить три рейса по высадке морской пехоты. После отправки радиосообщения с предложением британцам сдаться Тромбетта должен был приказать корвету зайти в залив Грютвикена напротив мыса короля Эдуарда. Согласно аргентинским правилам боя, корвет мог открывать огонь только по требованию наземных отрядов. Отряд Астиса оставался в качестве резерва на борту «Байя Параисо». Все участвующие в высадке отряды должны были, насколько возможно, избегать нанесения потерь британцам. Официальный британский историк Лоуренс Фридман полагал, что Тромбетта выдвинул эти условия, считая, что имеет дело только с командой BAS.

### 3 апреля
В 10.30, после того, как погода улучшилась, с «Байя Параисо» передали предложение о капитуляции Грютвикена. В сообщении намекалось, что Рекс Хант сдал не только Фолкленды, но и зависимые территории, однако это было неправдой. Лейтенант Миллс записал сообщение и передал его на «Эндюранс», надеясь выиграть время. Одновременно он рекомендовал персоналу BAS укрыться в местной церкви. В это же время вертолёт «Алюэт» уже пролетал над Грютвикеном, и корвет «Гуэррико» заходил в бухту.
Согласно Майорге, капитан корвета «Гуэррико» не мог решиться направить корвет в узкую бухту. Майорга также поддержал рассуждения Фридмана о том, что Тромбетта ошибся насчёт присутствия британских военных в бухте, цитируя официальный доклад. Тромбетта также сомневался насчёт боеготовности корабля, поскольку за несколько дней до выхода из Пуэрто-Бельграно он пребывал в сухом доке.
В 11:41 вертолёт «Пума» высадил группу из 15 аргентинских морских пехотинцев на мысе короля Эдуарда на противоположном берегу от Шеклтон-хауса, где укрепились королевские морские пехотинцы. К этому времени экипаж «Гуэррико» знал, что британская морская пехота разместилась на северном берегу устья залива. В 11.47 с борта «Байя-Параисо» вылетел вертолёт «Пума» со второй волной морских пехотинцев на борту. Лейтенант Луна, командир аргентинской группы, уже высаженной на берег, запросил через «Гуэррико» (не располагая прямой связью с «Байя-Параисо»), чтобы вторая группа привезла 60-мм миномёты, но отряд уже вступил в бой. Группа высадилась к востоку от позиций Луны, оказавшись в виду британского отряда.

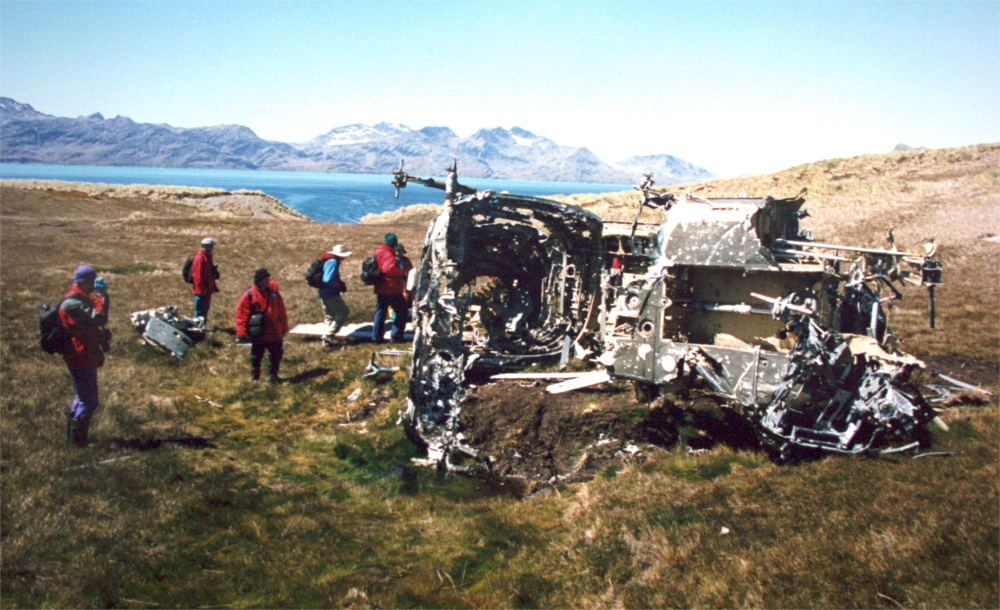
Сбитый аргентинский вертолёт на мысе короля Эдуарда.

Миллс и его люди заметили вертолёт и обстреляли его из автоматов. Пилоту удалось перелететь через залив и совершить жёсткую посадку на южном берегу. Два человека погибли, четверо получили ранения. В это же время отряд Луны начал выдвигаться к Шеклтон-хаусу, но морские пехотинцы оказались прижаты к земле плотным огнём британцев. Луна запросил огневую поддержку с «Геррико».
Корвет попытался второй раз зайти в залив. В 11.55 аргентинские моряки начали обстрел. К удивлению капитана, 20-мм орудия заглохли после первого же выстрела, 40-мм орудия после шестого выстрела, 100-мм орудие заглохло после первого выстрела. Корвет оказался полностью беззащитным, был отдан приказ лечь в поворот. В 11.59 британцы обстреляли корвет из лёгкого стрелкового оружия, в корвет попала по меньшей мере одна противотанковая ракета.
Согласно Миллсу, его отряд открыл огонь с расстояния в 550 м. Один моряк погиб, пятеро были ранены, были повреждены электрические кабели, 40 мм орудие, одна пусковая установка ракет «Экзосет» и 100 мм [артиллерийская] установка. Все аргентинские источники подтверждают, что в корвет попало свыше 200 пуль. В это время вертолёт «Алюэт» лейтенанта Буссона продолжал высадку аргентинских морских пехотинцев на берег вне досягаемости британцев.
Когда обстрелянный «Гуэррико» покинул бухту, аргентинские войска вступили в перестрелку с морскими пехотинцами Миллса. Капрал Найдж Питерс получил два ранения в руку. Выйдя за пределы досягаемости британцев, «Гуэррико» снова открыл огонь из 100 мм орудия, возвращённого в строй. Это убедило Миллса, что игра проиграна, и он приказал своим людям прекратить огонь. Согласно Майорге, это произошло в 12:48. Миллс приблизился к аргентинским позициям с белым флагом и капитулировал, «достигнув своей цели вынудить аргентинцев использовать военную силу». Миллс и его люди были взяты в плен группой Астиса, находившейся в резерве во время боя. С корабля «Эндюранс» взлетел вертолёт и направился в бухту Камберленд. Вертолёт приземлился, экипаж заметил аргентинский корвет и транспортное судно в заливе, но не увидел признаков боя. «Эндюранс» оставался у Южной Георгии до 5 апреля.

## Послесловие

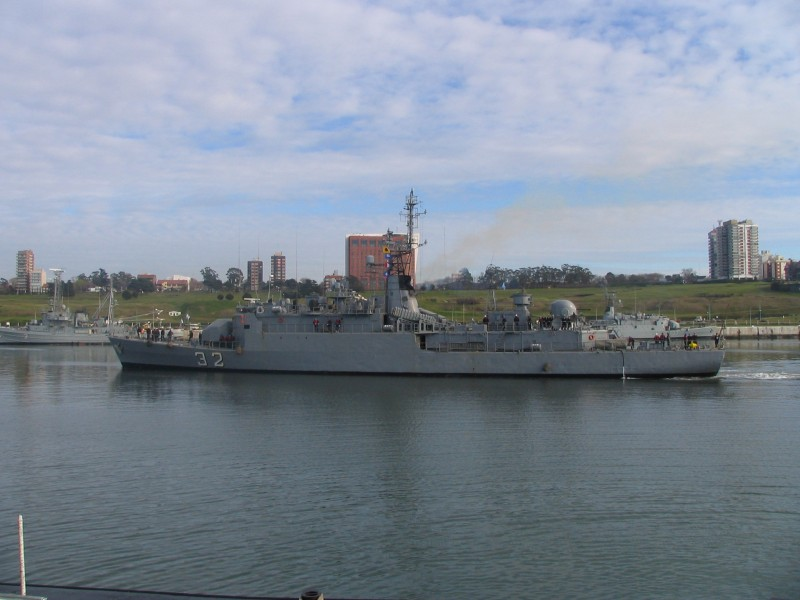
Корвет «Гуэррико» в Мар-дель-Плата, 2005 год

Корвет «Гуэррико», потерявший 50 % своей огневой мощи из-за повреждений, полученных в бою, покинул Грютвикен 4 апреля в 03.15 вместе с «Байя Параисо» и направился к Рио-Гранде. Корабль провёл три дня в сухом доке на ремонте. Британские морские пехотинцы были разоружены и приняты на борт «Байя Параисо», отвезены в Рио-Гранде, оттуда доставлены самолётом в Монтевидео.
Морской пехотинец Эндрю Майкл Ли позднее заявил, что аргентинцы обращались хорошо с ним и с другими британскими пленными, что было чувство взаимоуважения между двумя сторонами. «Они не причинила нам зла. Они понимали, что мы делали свою работу. Они были морскими пехотинцами, как и мы.» Британцы вернулись в метрополию 20 апреля. Несколько сотрудников BAS, работавших в отдалённых частях острова, продолжали выполнять свою работу беспрепятственно до возвращения британских сил. Создатель фильмов о дикой природе Синди Бакстон и её помощник были 30 апреля эвакуированы вертолётом с «Эндюранс». Позднее она вспоминала, как служащие Королевского флота выдали ей и её подруге журналисту Энни Прайс пистолет и обучили обеих женщин им пользоваться. Аргентинские ВМС оставили на острове подразделение в 55 морских пехотинцев. 39 рабочих по сбору металлолома остались в Ли. Остров Южная Георгия был захвачен 25 апреля 1982 года британскими силами в ходе операции «Параквейт».
В 2013 году Майкл Пул, желавший добиться примирения с аргентинцами за своё участие в поражении вертолёта «Пума», связался с Виктором Ибаньесом, председателем ассоциации ветеранов-защитников Мальвинских островов (Asociación Veteranos Defensores de Malvinas). Ибаньес, бывший морской капрал, сражавшийся против взвода лейтенанта Миллса, встретил Пула с распростёртыми объятиями и объяснил: «Мы оба солдаты, люди чести, и знаем, как понять роль, которую сыграл каждый из нас».

## Награды
- Лейтенант Миллс и лейтенант-командор (капитан 3-го ранга) Джон Энтони Эллербек, командовавший вертолётами «Эндюранса», были награждены крестами «За выдающуюся службу»[38].
- Сержант Питер Джеймс Лич (королевская морская пехота) был награждён медалью «За выдающуюся службу»[38].
- Капитан Ник Баркер (капитан «Эндюранс») стал командором ордена Британской империи[39].
- Главный капрал Франсиско Солано Паэс был награждён медалью аргентинской нации «За мужество в бою»[40].